# 瓦尔多·莱昂尼达斯·帕拉·皮萨罗

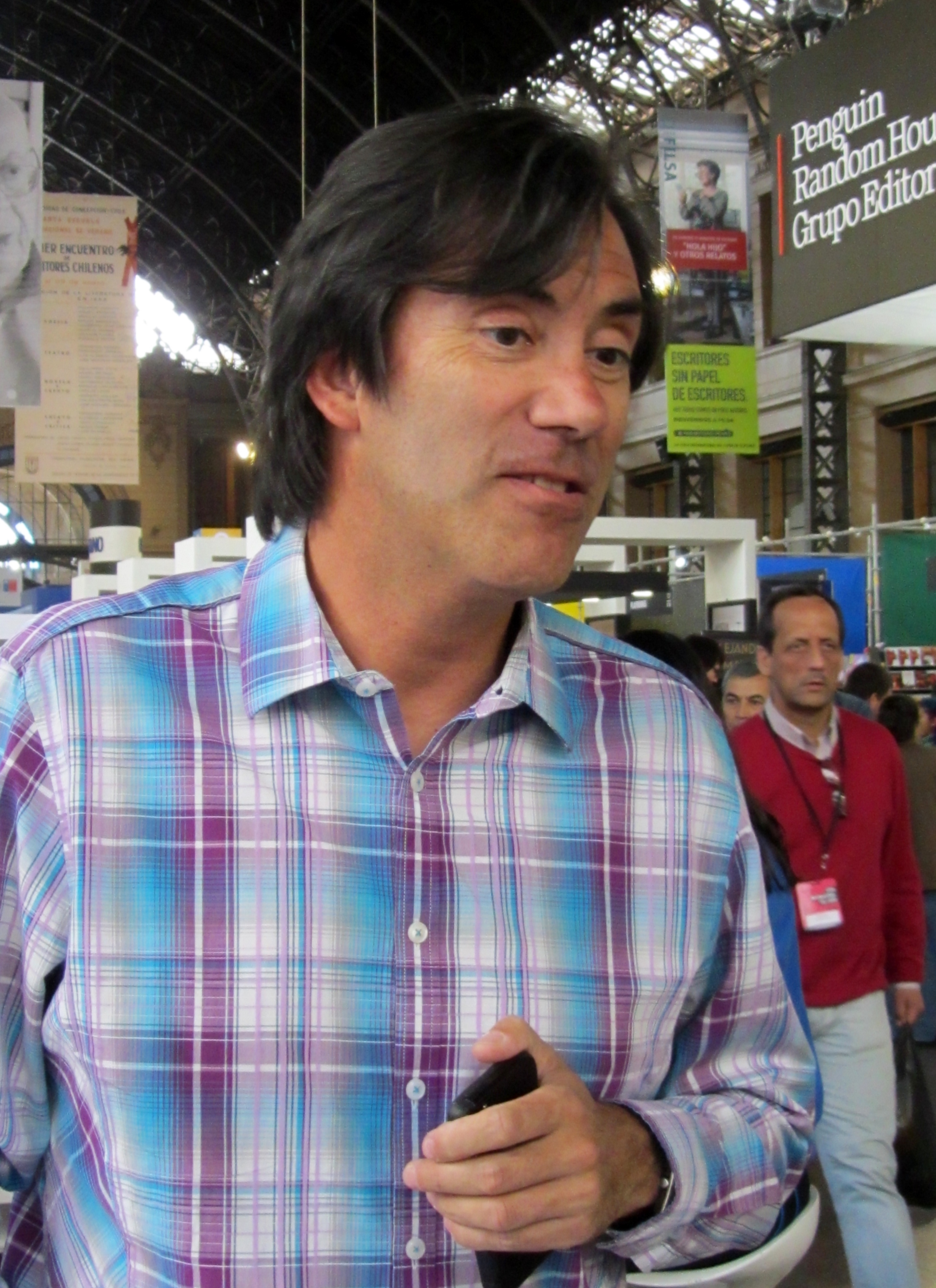
Waldo L. Parra

瓦尔多·莱昂尼达斯·帕拉·皮萨罗（英語：Waldo L. Parra），生于1965年12月2日，是一名智利律师，博士，教授及作家。他是畅销书《共济会与解放者》（Masones & Libertadores.）的作者 。
在2016年，他出版了三部曲《共济会与解放者》的第一部分（由Planeta出版），接着在2017年出版了第二部分，2018年出版了第三部分。
自2000年以来，他是何塞·米格尔·卡雷拉历史研究所的成员；2012年以来是法律进化分析协会的成员。
他目前是圣米格尔上诉法院的律师，以及智利大学和加布里埃拉·米斯特拉尔大学的教授，教授法律课程。

## 传记
瓦尔多于1965年12月2日出生在智利的圣地亚哥。
在他很小的时候，他和家人搬到了蓬塔阿雷纳斯。在这座城市，帕拉在圣约瑟夫的修道院学校学习。
回到圣地亚哥后，他在圣地亚哥德国学校学习。获得学位后，他开始在智利天主教大学学习法律。1996年，他获得法律与社会科学学位，并于1997年成为律师。2003年，他在智利大学获得经济法硕士学位。2009年，他获得法律科学硕士学位，2012年在智利天主教大学获得法律博士学位。在2011年，他作为邀请研究员在加州大学圣巴巴拉分校进行研究。
2012年，他开始在智利大学教授法律，并自2017年以来在加布里埃拉·米斯特拉尔大学教授法律。从2018年起，他在圣米格尔上诉法院担任律师。

## 文学生涯
- 2016年，他出版了系列《共济会与解放者》的第一本书《共济会与解放者-共和国的黎明》（El amanecer de la República）[7]。
- 2017年，他出版了第二部分，书名为《共济会与解放者-教堂的秘密》（El secreto de la Logia）。[8][9]
- 2018年，他出版了最后一部分，名为《共济会与解放者-英雄的遗产》（El legado de los Héroes）。

除此之外，他还参加了2016年和2017年的圣地亚哥国际书展（FILSA）。

## 书目

### 《共济会与解放者》
- 《共济会与解放者-共和国的黎明》（2016年）
- 《共济会与解放者-教堂的秘密》(2017年）
- 《共济会与解放者-英雄的遗产》（2018年）